# Amoral
Amoral és un grup de metal de Finlàndia.

## Membres
- Ben Varon - guitarra elèctrica
- Ari Koivunen - cantant
- Pekka Johansson - baixista
- Juhana Karlsson - bateria
- Masi Hukari - guitarra elèctrica

### Antics membres
- Niko Kalliojärvi - cantant (2002-2008)
- Matti Pitkänen - cantat (1997-2001)
- Erkki Silvennoinen - baixista (2004-2007)
- Ville Sorvali - baixista (1997-2004)
- Silver Ots - guitarra elèctrica (1997-2010)

## Discografia

### Àlbums
- Wound Creations (2004)
- Decrowning (2005)
- Reptile Ride (2007)
- Show Your Colors (2009)
- Beneath (2011)
- Fallen Leaves & Dead Sparrows (2014)
- In Sequence (2016)

### Singles
- "Leave Your Dead Behind" (2007)
- "Year of the Suckerpunch" (2009)
- "Gave Up Easy" (2009)
- "Same Difference" (2011)
- "Silhouette" (2011)
- "If Not Here, Where?" (2013)
- "No Familiar Faces" (2014)
- "Rude Awakening" (2015)
- "The Next One To Go" (2016)